# Kai Mahler
Kai Mahler (Fischenthal, 11 de septiembre de 1995) es un deportista suizo que compitió en esquí acrobático, especialista en la prueba de big air. Consiguió cuatro medallas en los X Games de Invierno.

## Medallero internacional
| \| X Games de Invierno \| X Games de Invierno \| X Games de Invierno \| X Games de Invierno \| \| Año \| Lugar \| Medalla \| Prueba \| \| ------------------- \| ---------------------- \| ------------------- \| ------------------- \| \| 2012 \| Aspen (Estados Unidos) \| Medalla de plata \| Big air \| \| 2013 \| Aspen (Estados Unidos) \| Medalla de plata \| Big air \| \| 2014 \| Aspen (Estados Unidos) \| Medalla de bronce \| Big air \| \| 2017 \| Aspen (Estados Unidos) \| Medalla de bronce \| Big air \| |                        |                   |         |
| X Games de Invierno |                        |                   |         |
| Año | Lugar                  | Medalla           | Prueba  |
| 2012 | Aspen (Estados Unidos) | Medalla de plata  | Big air |
| 2013 | Aspen (Estados Unidos) | Medalla de plata  | Big air |
| 2014 | Aspen (Estados Unidos) | Medalla de bronce | Big air |
| 2017 | Aspen (Estados Unidos) | Medalla de bronce | Big air |